# رود پرونیا
رود پرونیا (انگلیسی: Pronya) یک رودخانه در استان ریازان کشور روسیه است.